# Naturbahnrodeln
Naturbahnrodeln – vom Internationalen Rennrodelverband FIL Rennrodeln auf Naturbahn genannt – ist die ursprünglichste Sportart des Rodelns und Variante des Rennrodelns, die sich zunächst parallel mit dem Rennrodeln auf Kunstbahn entwickelte und ab den 1960er Jahren eine eigene Disziplin wurde. Waren bis in die 1990er Jahre Österreich und Italien die dominierenden Nationen im internationalen Renngeschehen, können mittlerweile auch andere Länder wie Russland, Deutschland, Neuseeland, Polen und die Ukraine beachtliche Erfolge vorweisen.

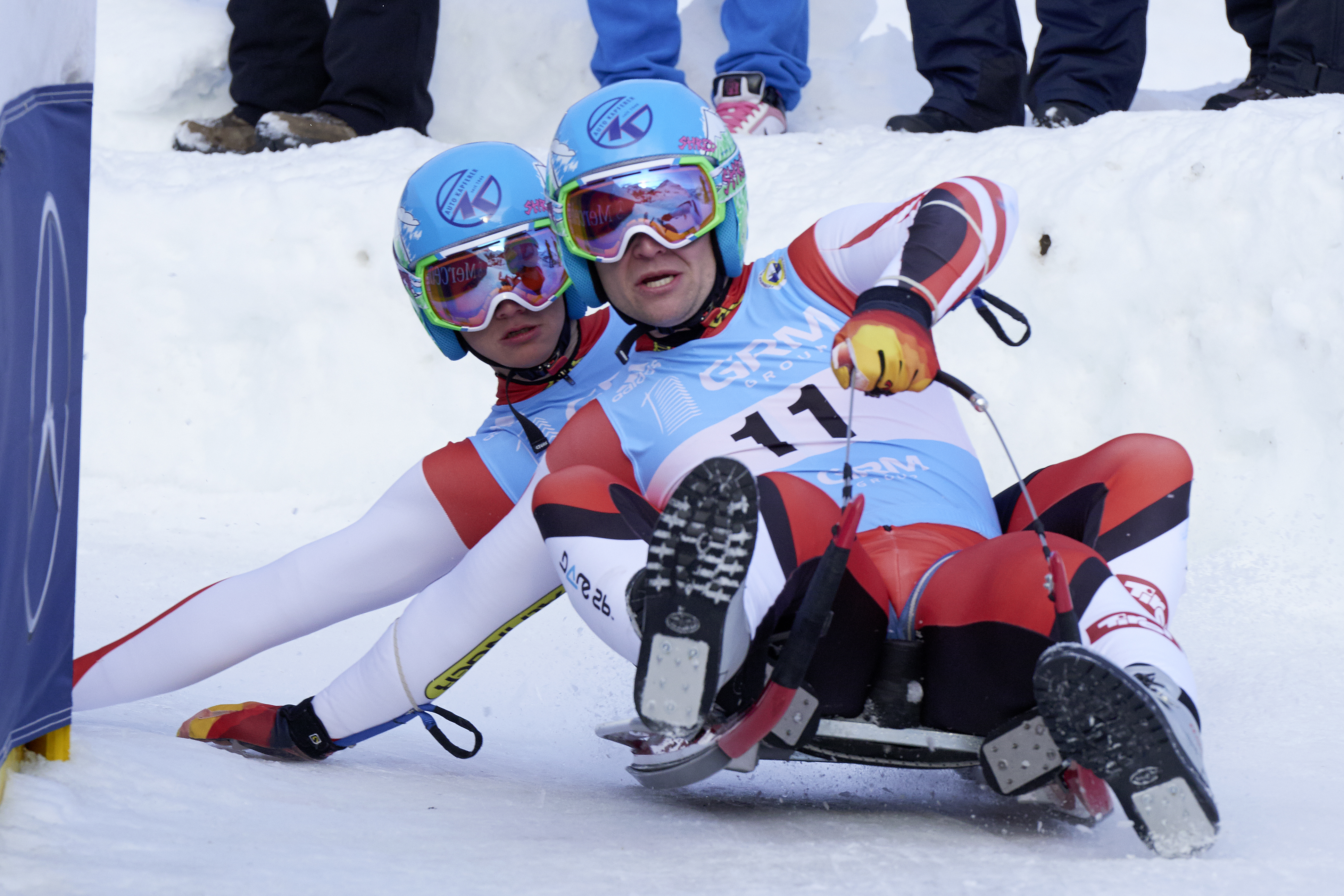
Naturbahnrodeln – Doppelsitzerrennen im Rahmen des ersten Weltcuprennens der Saison 2014/15 in Kühtai: Christoph Regensburger & Dominik Holzknecht

## Geschichte
Bis zum Beginn des 20. Jahrhunderts wurden Rodelrennen ausschließlich auf verschneiten Waldwegen gefahren, die teilweise ein bis zwei Meter hohe Schneewände an den Kurvenaußenseiten aufwiesen. Ab 1910 begann man eigens für den Rodelsport Bahnen anzulegen und die überhöhten Kurven zu vereisen, um sie länger befahrbar zu machen. Die ersten Kunstbahnen waren entstanden. Da nur wenige solche Bahnen verfügbar waren, fuhr man zumeist weiterhin auf Waldstraßen, die keine überhöhten Kurven hatten. Diese Naturbahnen wiesen eine ebene Bahnsohle auf. Bis in die 1960er Jahre gab es noch keine formale Trennung zwischen Kunst- und Naturbahnrodeln und die Sportler waren nicht spezialisiert. Für beide Bahntypen wurden dieselben Rodeln verwendet und das Wettkampfreglement unterschied sich nicht. Wegen der geringen Anzahl von Kunstbahnen fanden die meisten Wettkämpfe auf Naturbahnen statt, erst in den 1950er Jahren wurden vermehrt Kunstbahnen gebaut. Nach der Olympiapremiere 1964 trennte sich die Entwicklung von Kunst- und Naturbahnrodeln. Alle bis dahin ausgetragenen Welt- und Europameisterschaften wurden nachträglich als Kunstbahnwettkämpfe gewertet, ungeachtet dessen, ob sie wirklich auf Kunst- oder, wie meistens der Fall, auf Naturbahn ausgetragen wurden. 1966 gründete sich innerhalb des Internationalen Rennrodelverbandes (FIL) eine eigene Naturbahnkommission, die sich ausschließlich um diese Sportart kümmerte. Für den in den Alpenländern sehr populären Naturbahnrodelsport wurden eigene Wettbewerbe durchgeführt. Ab 1967 gab es den Europapokal, 1970 führte man in Kapfenberg die erste Europameisterschaft durch und 1979 wurde in Inzing die erste Weltmeisterschaft ausgetragen. Seit 1992 gibt es einen Weltcup, der in sechs Wertungsläufen pro Saison wie bei den internationalen Meisterschaften im Einsitzer der Herren und Damen sowie in einem Doppelsitzer ausgetragen wird. Daneben gibt es den Interkontinentalcup, der hauptsächlich zur Förderung des Nachwuchses dienen soll. Bei Welt- und Europameisterschaften wird auch ein Mannschaftswettbewerb mit je einem Einsitzer von Frauen und Männern und einem Doppelsitzer durchgeführt.  Junioren-Europameisterschaften gibt es seit 1974, Junioren-Weltmeisterschaften seit 1997. Es hat sich ein Rhythmus entwickelt, bei dem in ungeraden Jahren Weltmeisterschaften und Junioren-Europameisterschaften ausgetragen werden und in geraden Jahren die Europameisterschaft und die Junioren-WM. Seit der Saison 2014/15 gibt es als Ersatz für den Intercontinentalcup (IC-Cup) den FIL Juniorenweltcup Rennrodeln auf Naturbahn  mit 4 Rennen, welche in den Klassen Junioren I und Junioren II gewertet werden. Der Internationale Rennrodelverband unternimmt seit den 1970er Jahren Versuche für die Anerkennung des Naturbahnrodelns als olympische Disziplin, scheiterte allerdings bisher bei allen Versuchen, eine Aufnahme dieses Sportes in das Programm der Olympischen Spiele zu erreichen.

## Technik, Ausstattung und Fahrtechnik

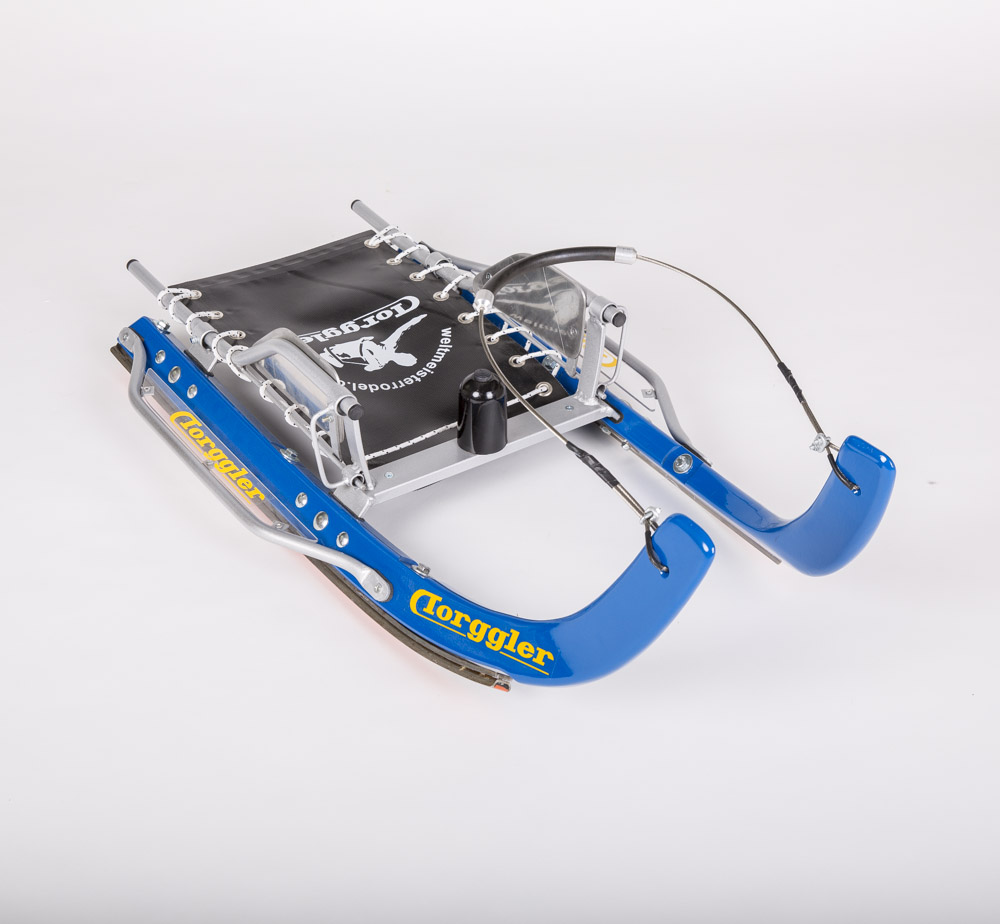
Luge « Naturbahnrennrodel » mit Belagschienen und Lenkriemen

Ein Naturbahnrodelschlitten besteht aus einer Sitzmatte, zwei ungeteilten Sitzböcken, zwei Kufen und zwei Laufschienen. Die Laufschienen dürfen weder flexibel, noch quergeteilt sein. Die Außenkanten müssen eine Brechung aufweisen. Die Spurbreite beträgt maximal 450 mm (für Jugendliche maximal 400 mm). Die Breite des kompletten Schlittens darf 600 mm nicht überschreiten. Der Freiwinkel der Laufschienen darf maximal 45° bei den Einsitzern, 40° bei den Doppelsitzern und 35° bei Jugendrennrodeln betragen.
Gewicht des Sportgerätes:
- Jugend m. und w. (Alter 7 – 14): 12 kg
- Junioren m. und w. (Alter 15 – 20): 14 kg
- Damen und Herren (Alter ab 21): 14 kg
- Doppelsitzer (Alter ab 15): 20 kg

Die angegebenen Gewichte sind Höchstgewichte und schließen das angebrachte Zubehör mit ein.
Die Sportler tragen spezielles Schuhwerk. Die Schuhe sind mit fest auf einer Platte montierten Spikes versehen. Länge und Anzahl der Spikes sind frei wählbar. Des Weiteren werden Schutzhelme, Rennanzüge und spezielle Handschuhe, die an Innen- und Außenflächen der Fingerteile Stahlspikes besitzen, getragen.
Beim Start beschleunigt der Sportler den Schlitten mit Paddelschlägen. Gesteuert wird der Schlitten durch Gewichtsverlagerung – vor allem der Arme – mit den Füßen, sowie mit Riemen, die an den Kufenenden befestigt sind. Der Anbau von Fußstützen ist gestattet, die Verwendung von mechanischen Bremseinrichtungen untersagt. Der Start erfolgt sitzend auf einer vereisten Startrampe, die mit zwei geriffelten Haltegriffen versehen ist. Am Startplatz werden Gewicht und Abmessungen des Schlittens, Temperatur der Laufschienen und die Startnummernbefestigung kontrolliert. Wettkämpfer benötigen eine gültige Lizenz. Fahrzeiten werden auf Hundertstel Sekunden genommen. Nach Stürzen dürfen die Piloten ihre Fahrt aus eigener Kraft fortsetzen. Wettkämpfe finden bei jeder Witterung bis zu einer Temperatur von – 25 °C statt. Bei tieferen Temperaturen obliegt dem Rennleiter die Entscheidung über die Durchführung des Wettkampfes.

## Bahnen

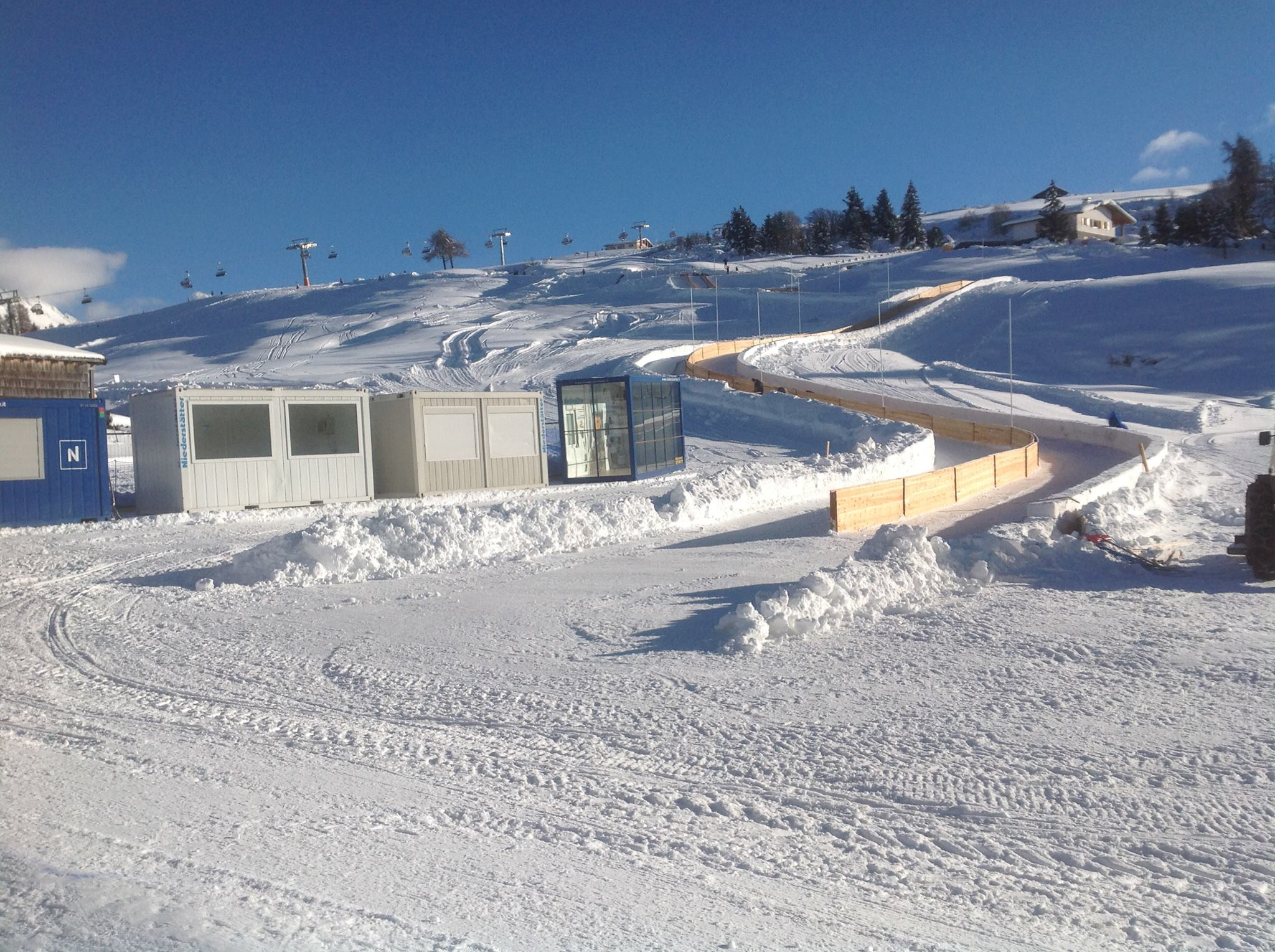
Parallel-Weltcupstrecke Seiseralm (ITA)

Naturbahnen werden zum Teil auf bestehenden Wegen, aber auch auf eigens dafür geschaffenen Flächen errichtet und müssen dem gegebenen Gelände natürlich angepasst sein. Sie werden mit hölzernen Banden, Plastik-Wänden oder Schaumstoffmatten abgegrenzt und nur mit Schnee und Wasser (Eis) präpariert. Die Bahnen müssen eine Mindestbreite von 3 m besitzen und die Kurven einen Mindestradius von sieben Metern von der Bahnmitte aufweisen. Sie dürfen, im Gegensatz zu den Kunstbahnen, nicht überhöht werden. Die üblichen Längen dieser Naturbahnen liegen zwischen 800 und 1200 m, sie dürfen ein durchschnittliches Gefälle von 13 % und ein Maximalgefälle von 25 % nicht überschreiten. Die Naturbahn muss mindestens folgende Elemente aufweisen:
- eine Linkskurve,
- eine Rechtskurve,
- eine Kehre (links und rechts),
- eine Kurvenkombination,
- eine Gerade.

Der Einsatz von temporär installierbaren Kühlsystemen (zum Beispiel Kühlmatten) zur Vereisung der Bahn (Kurzstrecken oder Teile davon) ist zulässig. Mittel bzw. Zusätze, die unterstützend zur Vereisung der Bahnsohle verwendet werden, müssen in Art, Menge und Anwendungsform für die Umwelt verträglich sein. Künstlich überhöhte Kurven sind nicht gestattet.
Die Kurvensohle soll waagrecht sein.
Verkürzte Bahnen, auf denen internationale Wettbewerbe mit Sondergenehmigung der FIL ausgetragen werden können, müssen eine Länge von mind. 400 m aufweisen. Auf solchen verkürzten Strecken wurden in der Saison 2015/16 versuchsweise Verfolgungsrennen ausgetragen (City-Event in Moskau, Junioren-Weltcup Seiseralm). Wiederaufgenommen wurden die Parallel-Wettbewerbe, welche in Skigebieten oder als City-Event in Zukunft auf dem Programm stehen.  Solche Strecken (beispielsweise in Kühtai/Tirol) erreichen eine Länge von max. 300 m.
Kühlsysteme für die Vereisung der Bahnen sind nicht zugelassen, nur die „Bahnsohlen“ dürfen durch umweltfreundliche chemische Zusätze stabilisiert werden. Der Einsatz von temporär installierbaren Kühlsystemen (beispielsweise Kühlmatten) zur Vereisung der Bahn (Kurzstrecken oder Teile davon) ist zulässig. Mittel bzw. Zusätze, die unterstützend zur Vereisung der Bahnsohle verwendet werden, müssen in Art, Menge und Anwendungsform für die Umwelt verträglich sein. Künstlich überhöhte Kurven sind nicht gestattet. Die Kurvensohle soll waagrecht sein. Mehr als 50 Naturrodelbahnen sind vor allem in Italien, Österreich und Deutschland in Benutzung, hinzu kommen Bahnen in Russland, Polen, Rumänien, Bulgarien, Finnland, Schweden, Norwegen, der Tschechischen Republik, der Türkei, Kroatien, Neuseeland, Slowenien, der Slowakei, der Schweiz und Liechtenstein sowie in Kanada und den USA. Hinzu kommen rund 1.000 Naturbahnen für Freizeitrodler. Mittlerweile verfügt beinahe jedes größere Skigebiet in den Zentralalpen über eigens präparierte Rodelwege bzw. Rodelbahnen.

## Organisation
Naturbahnrodeln-Rennrodeln ist international innerhalb der Fédération Internationale de Luge de Course (FIL) vertreten. In Deutschland wird das Naturbahnrodeln vom Bob- und Schlittenverband für Deutschland (BSD), in Österreich vom Österreichischen Rodelverband (ÖRV), in der Schweiz vom Swiss Sliding Naturbahn, in Südtirol/Italien vom Wintersportverband FISI und in Liechtenstein vom Liechtensteiner Rodelverband organisiert. Rennsportmäßig üben derzeit Athleten aus folgenden Nationen diesen Sport aus: Italien, Österreich, Russland, Schweiz, Deutschland, USA, Kanada, Japan, Neuseeland, Frankreich, Argentinien, Brasilien, Großbritannien, Polen, Tschechische Republik, Slowakei, Türkei, Slowenien, Kroatien, Bosnien-Herzegovina, Serbien, Rumänien, Bulgarien, Moldawien, Kasachstan, Ukraine, Finnland, Norwegen und Schweden.

## Wettbewerbe
- Europapokal von 1967 bis 1995
- Europameisterschaft seit 1970
- Weltcup seit 1992/93
- Weltmeisterschaft seit 1979 in ungeraden Jahren
- Intercontinental-Cup (IC-CUP bzw. Europacup) bis Saison 2014/15
- FIL Juniorenweltcup Rennrodeln auf Naturbahn ab Saison 2014/15
- Junioren-Europameisterschaften seit 1974
- Junioren-Weltmeisterschaften seit 1997 in geraden Jahren

Kontinentale Meisterschaften für Damen und Herren in geraden Jahren jährlich. Ausnahme: Nordamerikanische Meisterschaften. Kontinentale Junioren Meisterschaften in ungeraden Jahren

## Disziplinen
Meisterschaften und Wettbewerbe werden in folgenden Disziplinen ausgetragen: Damen - Einsitzer, Herren - Einsitzer, Doppelsitzer, Teambewerb

## Teilnahmeberechtigung
Weltmeisterschaften:
Damen-Einsitzer: 4+1                    Herren-Einsitzer: 5+1                    Doppelsitzer: 3+1
Kontinentale Meisterschaften*:
Damen-Einsitzer: 4+1                    Herren-Einsitzer: 5+1                    Doppelsitzer: 3+1
Kontinentale Jun. Meisterschaften:
Damen-Einsitzer: 4                      Herren-Einsitzer: 5                      Doppelsitzer: 3
Weltcup:
Damen-Einsitzer: 3                      Herren-Einsitzer: 4                      Doppelsitzer: 3
- Ausnahme: Nordamerikanische Meisterschaften ohne Beschränkung der Teilnehmerzahl.

Bei Meisterschaften und internationalen Wettbewerben der Allgemeinen Klasse müssen die Athleten das Mindestalter (Jahr der Austragung minus 15) erfüllen.

## Wertungsdurchgänge
WM / JWM:
Einsitzer: 3                              Doppelsitzer: 2
Kontinentale Meisterschaften:
Einsitzer: 2                              Doppelsitzer: 2
Weltcups
Einsitzer: 2                              Doppelsitzer: 2
Junioren Weltcups
Einsitzer: 2                              Doppelsitzer: 1

## Varianten

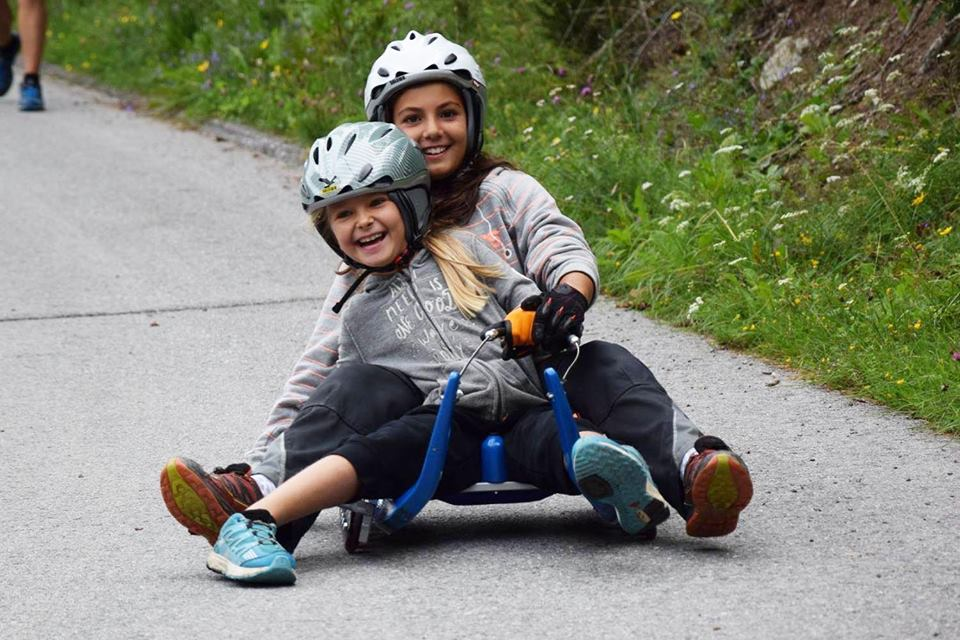
Rollenrodeln

Eine Variante des Naturbahnrodelns ist das Hornschlittenrodeln. Hier fahren drei Personen: ein Pilot (auch Lenker oder Steuermann genannt), ein Bremser und ein „Rucksack“ (auch Läufer genannt). Der Hornschlitten war ursprünglich ein Arbeitsgerät der Bergbauern, die damit ihr Heu ins Tal transportierten oder aber geschlagenes Holz zum Hof beförderten. Der heutige Schlitten ist ein bewegliches Sportgerät und mit einer Balkenbremse versehen. Über ein Jahrzehnt lang richtete der Dachverband FIL (Internationaler Rennrodelverband) von 2000 bis 2013 einen Europacup aus und von 1995 bis 2013 wurde alle 2 Jahre wurde ein Europameister gekürt. Die Rennen werden vorwiegend in den Alpenländern Österreich, Italien, Deutschland, Slowenien und der Schweiz ausgetragen. Mit dem Ende der Saison 2012/2013 hat der FIL den Hornschlittensport als Wettkampfsport eingestellt.

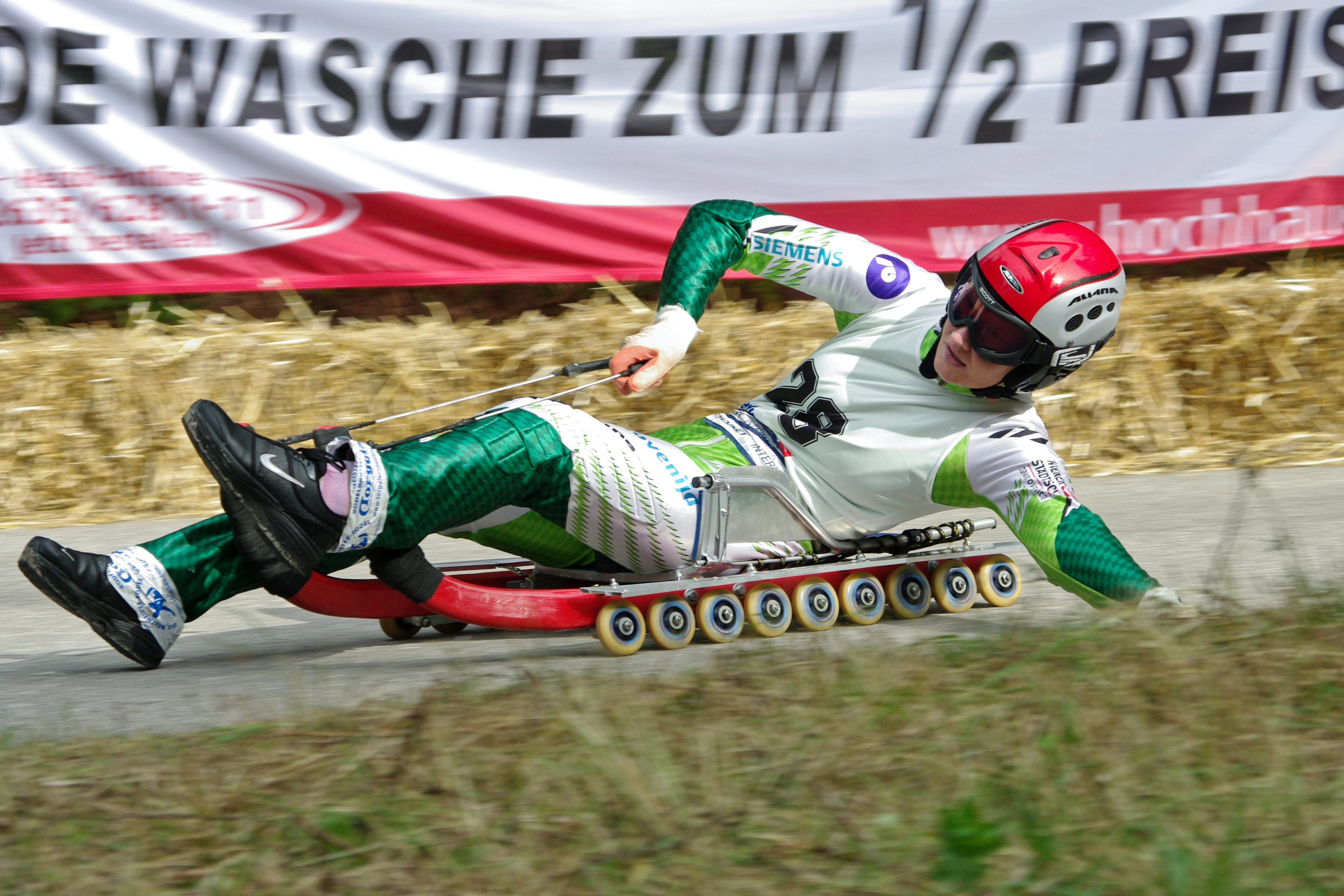
Rollenrodeln

Eine im Sommer vereinzelt betriebene Variante ist das Rollenrodeln. Diese wird vom Rennrodelverband und seinen Landesverbänden auf Demonstrationsveranstaltungen wie Sportseminaren präsentiert. Ziel ist, interessierten Jungen und Mädchen den Rodelsport näherzubringen.  Statt der Schienen von Rennrodeln sind üblicherweise bis zu 20 Rollen mit Hilfe von Lagern und Trägern am Schlitten montiert, die das Fahren auf gesperrten Straßen ermöglichen. Für das Anbremsen der Kurven werden zum Beispiel Schuhe mit Teilen aufgeklebter Autoreifen verwendet. Als Schutzhandschuhe dienen gummierte Handschuhe. Den Kopf schützt ein homologierter Helm. Die Rennstrecken weisen Längen von zirka 800 – 1200 m bei einem durchschnittlichen Gefälle von 10 – 12 % auf. Bremsstellen und Kurven werden mit Schutzwänden abgesichert. Die Höchstgeschwindigkeiten betragen 90 km/h. Dabei kommen Einsitzer und auch Doppelsitzer in den Altersklassen Schüler bis Senioren zum Einsatz. Für viele Wintersportler ist dies eine technische, körperliche  und mentale Vorbereitung für das Naturbahn-Rennrodeln. Offizielle Wettkämpfe in der Sportart gibt es allerdings keine.
Zwar wurde in Innsbruck eine „International Sledge Sport Union“ (ISSU) gegründet, diese ist mangels Anerkennung durch Sportaccord oder ARISF aber kein offizieller sportlicher Dachverband. Die ISSU richtet Wettkämpfe im Hornschlittenrennen und im Rollenrodeln aus.